# قرار مجلس الأمن التابع للأمم المتحدة رقم 886
قرار مجلس الأمن التابع للأمم المتحدة رقم 886، المتخذ بالإجماع في 18 تشرين الثاني / نوفمبر 1993، بعد إعادة التأكيد على القرار 733 (1992) وجميع قراراته اللاحقة بشأن الصومال، ناقش المجلس الحالة في البلد وجدد ولاية عملية الأمم المتحدة الثانية في الصومال حتى 31 مايو 1994.
أشار مجلس الأمن إلى التحسن الكبير الذي طرأ على الوضع في معظم مناطق الصومال من قبل عملية الأمم المتحدة الثانية في الصومال، معترفًا بأن الشعب الصومالي نفسه مسؤول عن المصالحة وإعادة إعمار بلدهم، وهي الأولوية القصوى لعملية الأمم المتحدة الثانية في الصومال، لكنه شدد على أن المجتمع الدولي يريد للمساعدة في هذه العملية. الاتفاق العام الموقع في 8 كانون الثاني / يناير 1993 في أديس أبابا واتفاق أديس أبابا لمؤتمر المصالحة الوطنية في 27 آذار / مارس، بالنسبة للمجلس، وفرا أساسًا متينًا لحل المشكلة. وفي هذا السياق، فإن نزع السلاح أمر حاسم للسلام والاستقرار، على الرغم من أن المجلس أدان استمرار العنف والهجمات على حفظة السلام والعاملين في مجال تقديم المساعدة، ولا تزال الحالة ككل تشكل تهديداً للسلام والأمن في المنطقة.
طُلب من الأمين العام بطرس بطرس غالي تقديم تقرير إلى مجلس الأمن بحلول 15 كانون الثاني / يناير 1994 بشأن التطورات وخطة محدثة مع الاستراتيجية المستقبلية للبعثة، على أن يقرر المجلس إجراء استعراض لبعثة عملية الأمم المتحدة الثانية في الصومال بحلول 1 شباط / فبراير 1994 بعد استلام التقرير.
ودعا كافة الأطراف والفصائل والحركات في الصومال إلى الالتزام باتفاقيات وقف إطلاق النار ونزع السلاح وتسريع جهودها لتحقيق المصالحة السياسية. وكان من المهم في هذا الصدد تحقيق أهداف ملموسة، بما في ذلك إنشاء مجالس المقاطعات والمجالس الإقليمية وسلطة وطنية مؤقتة. بالإضافة إلى ذلك، كان إنشاء جهاز شرطة عملي ونظام قانوني مهمًا لهذه العملية. تم تذكير الأطراف بأن زيادة مشاركة الأمم المتحدة تعتمد على تعاونهم لإيجاد حل. وأشاد بالجهود الدبلوماسية التي تبذلها الدول الأعضاء والمنظمات الدولية لإدراج كافة الفصائل على طاولة المفاوضات.
وأكد المجلس من جديد أنه ينبغي على جميع البلدان أن تواصل احترام حظر الأسلحة المفروض على الصومال بموجب القرار 733 (1992) مع الإعراب عن القلق إزاء الآثار المزعزعة للاستقرار لتدفقات الأسلحة عبر الحدود في المنطقة فيما يتعلق بأمن البلدان الأخرى. وشدد المجلس على الصلة بين إعادة التأهيل والمصالحة، وشجع المانحين على مواصلة الإسهام في مشاريع إعادة التأهيل في المناطق التي يتم فيها تحقيق الأمن والمصالحة. كما شُجعت الدول على تقديم المزيد من القوات والمعدات والأموال لعملية المصالحة الوطنية في الصومال وطلبت الدعم لتعزيز عملية الأمم المتحدة الثانية في الصومال.

## روابط خارجية
- نص القرار في undocs.org